# Wollaston (Ontario)
Wollaston es un municipio canadiense situado en la provincia de Ontario.

## Superficie
Wollaston tiene una superficie de 215,87 km².

## Demografía
En 2021, tenía 721 habitantes, una densidad poblacional de 3,3 hab./km², y 757 viviendas.